# Laura García Arroyo
Laura García Arroyo (Madrid, España, 1975) es una lexicógrafa, comunicadora de radio y televisión, española naturalizada mexicana en 2007.
Es conocida por su participación, desde 2003, en el programa La dichosa palabra que se transmite por Canal 22 en México. También es autora de los libros Enredados (2015), publicado por Ediciones SM y Funderelele (2018), publicado por Editorial Planeta en su sello Destino. Ha destacado como lingüista, redactora, traductora y como promotora de la lectura en México.

## Biografía
Laura García estudió la Licenciatura de Traducción e Interpretación en la Universidad Pontificia Comillas, Madrid. Obtuvo la beca Erasmus para estudiar en Aix-en-Provence la rama de Letras de la Universidad de Marsella, (Francia) y la beca del Instituto italiano di cultura para estudiar en Manciano y Poppi (Italia). Trabajó de 1997 a 2000 en Ediciones SM (Madrid) redactando diccionarios de francés, inglés, latín, sinónimos y antónimos. En 2000 llegó a México para dirigir el departamento de lexicografía de Ediciones SM. Tras ese periodo trabajó como editora de libros y revistas.

## Televisión
En 2002 fue invitada a participar en el programa La Barra de Letras para Canal 22 y después, como conductora de La dichosa palabra, producido por Jesús Tapia, Raúl Maldonado y Fernando Navarro. Dicho programa consiste en una tertulia entre los conductores con temas como la historia, la literatura y la filosofía. Este programa ha ganado los premios "awards
", "Gerenacción", "Alas de Plata", "Fomento a la lectura" y la "Palma de oro" como mejor programa cultural de la televisión mexicana.
Las participaciones de Laura García en televisión incluyen: 47 segundos. El juego de los números y las letras, Reto 47, Teletón 2007, Box Populi, La ciudad de las ideas, La casa del escritor, Reciclado y Días feriados, entre otros. Ha colaborado con cápsulas culturales para las transmisiones de los Juegos Olímpicos de Atenas 2004, Copa del Mundo Sudáfrica 2010, Juegos Panamericanos de Guadalajara 2011, Juegos Olímpicos de Londres 2012, Juegos Olímpicos de Invierno Sochi 2014 y Juegos Olímpicos de Río de Janeiro 2016. Además fue conductora del programa de concursos Lengualarga para TV UNAM.

## Radio
En 2005 colaboró en la sección cultural semanal para Reactor 105.7 fm, en el programa de Julio Martínez Ríos y Sopitas. De 2009 a 2013 presentó la cápsula «Palabrerías con Laura García» en el programa Intendere (Antena 760 AM) donde hablaba sobre el origen e historia de las palabras. En 2013 se incorporó como colaboradora semanal del programa Charros vs Gángsters que se transmite por MVS Radio, conducido por Jairo Calixto Albarrán y José Luis Guzmán. En esta misma empresa colaboró en el espacio de los locutores Alejandro Cacho y Pamela Cerdeira, que posteriormente se transmitió en Exa FM con el nombre de Ponte al día.

## Fomento a la lectura
Laura García ha presentado un gran número de conferencias y charlas en ferias de libro de México, entre las que destacan el Festival Letras en Tepic, Nayarit; la Feria Iberoamericana del Libro en Orizaba, Veracruz; la Feria Internacional del Libro de Arteaga (FILA) en Saltillo, Coahuila; el Festival Cultural CEIB de Villahermosa, Tabasco; el Festival Cultural de las Letras de Zapopan, Jalisco; y la Feria Internacional del Libro, Guadalajara.
En 2011, amadrinó la Biblioteca Escolar de la Escuela Secundaria Técnica No. 17, en el municipio de Santiago de Anaya, Hidalgo. Después de eso y de algunas actividades lectoras en español y hñahñu, creó y consolidó el Librotón junto a Xiko Jaén y Venancio Neirah, un programa de donación de libros que dio pie a la creación de la Biblioteca Comunitaria que lleva su nombre (actualmente existen siete bibliotecas comunitarias repartidas en diferentes municipios del Valle del Mezquital).

## Libros
- Funderelele (2018) (Editorial Planeta) en su sello Destino
- Enredados (2015) (Ediciones SM)
- 20 minutos, texto que forma parte de la recopilación Tiembla, de Diego Fonseca (2018). Editorial Almadía.